# 唐偉章
唐偉章，SBS，JP（1953年—），國際熱傳導學專家，香港理工大學前校長（2009年1月1日－2018年12月31日）、第十二屆、第十三屆全國政協委員、香港桂冠論壇委員會主席。2019年7月獲頒銅紫荊星章。

## 背景
唐偉章生於香港及成長於九龍尖沙咀，就讀柯士甸道明新學校（幼稚園部、1958年畢業）及德信學校，中學畢業於香港基教書院（1966年入讀中一，1971年中五），19歲前往美國升學。1976年在俄勒岡州立大學取得理學士學位，之後分別於1978年及1980年在於加州大學柏克萊分校取得理學碩士及哲學博士學位。他的博士論文導師是已故的國際知名教育家田長霖教授。他也是美國機械工程師學會院士及國際熱傳導會議的院士。
唐偉章在1980年開始在肯德基大學執教，之後曾任職於亞利桑那州立大學、科羅拉多州立大學（機械工程學系的教授兼系主任）、喬治華盛頓大學（工程及應用科學院院長）、桑地亞國家實驗室和美國國家自然基金會等機構。他曾擔任美國國家科學基金會項目總監、亞利桑那州大學能源系研究中心的署理總監等。

## 主要研究範疇
- 高效能熱輻射傳熱的運算（High Performance Computing of Radiative Heat Transfer）
- 多孔導體的傳熱（Heat Transfer in Porous Media）
- 能量守恆（Energy Conservation）
- 隔熱系統（Thermal Insulation Systems）
- 航天系統的熱力控制 (Thermal Control of Aerospace Systems)
- 熱輻射（Thermal Radiation）

## 個人成就
- 2000年－2008年 喬治華盛頓大學工程及應用科學院長
- 1996年－2000年 科羅拉多州州立大學機械工程學系的教授兼系主任
- 1996年－1997年 美國國家自然基金會
- 1986年－1996年 亞利桑那州州立大學副教授，後來晉升為教授
- 1994年－1996年 Pi Tau Sigma學會（英语：Pi Tau Sigma）最佳教師
- 1993年－1994年 桑地亞國家實驗室
- 1980年－1995年 肯德基大學助理教授，後來晉升為副教授
- 國際熱傳導會議頒授院士
- 美國機械工程師學會院士
- 美國汽車工程師學會頒授教育獎